# Змієвий куб

Головоломка "Змієвий куб"

Змієвий куб - це механічна головоломка, ланцюжок з 27 або 64 кубиків, з’єднаних канцелярською гумкою, що проходить через них. Кубики можуть вільно обертатися. Мета головоломки - розташувати ланцюжок таким чином, щоб він утворив куб 3 × 3 × 3 або 4 × 4 × 4.

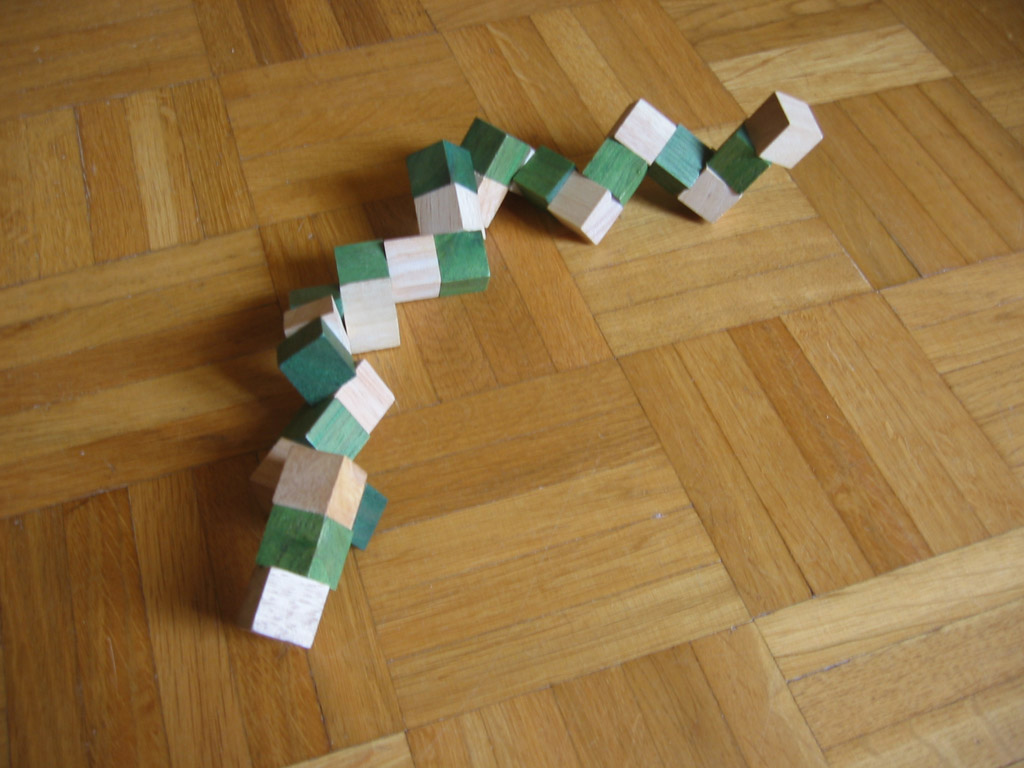
Невирішений куб (утворює змію)
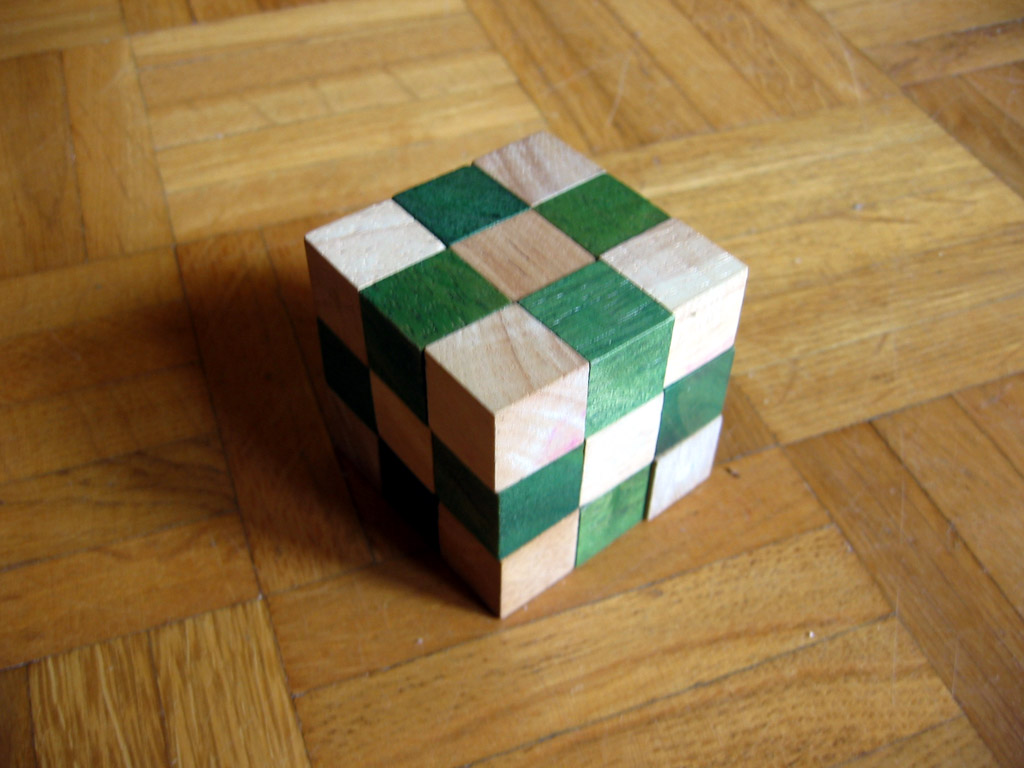
Вирішений куб

## Варіації

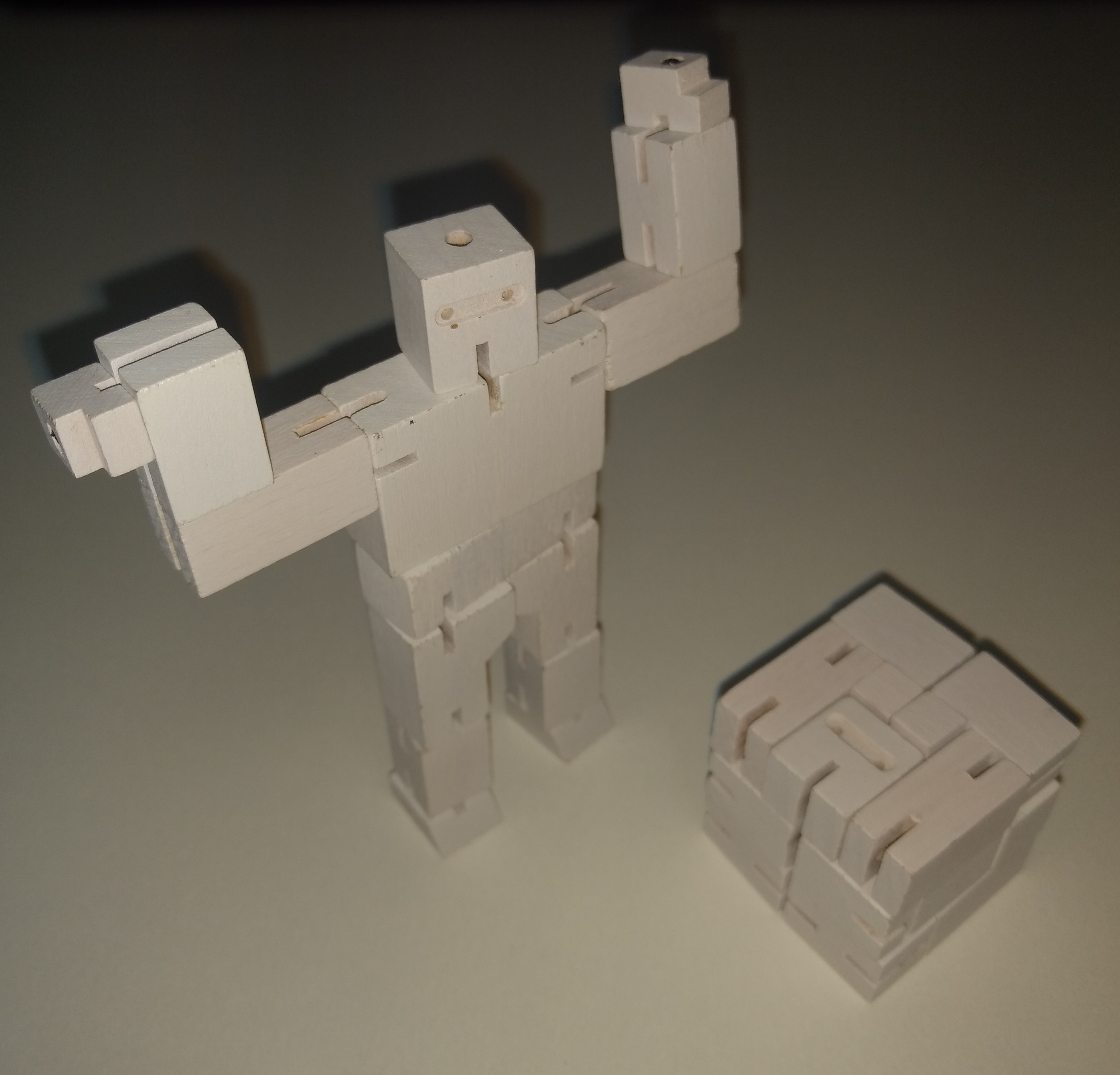
Варіант: від дерев'яного куба до людини.

Варіацією головоломки є куб Кібл, який також є ниткою кубиків, але має прорізи на кубах. Існує також багато різних стилів цієї головоломки. Він може бути виготовлений з дерева або пластику і може відрізнятися за кольором, матеріалом та розміром.

## Зовнішні посилання
- Змієвий куб [Архівовано 17 травня 2021 у Wayback Machine.] у Mathematische Basteleien
- Змієвий Куб [Архівовано 27 лютого 2021 у Wayback Machine.] на www.jaapsch.net